# سد العظيم
سد العظيم هو سد يقع على نهر العظيم 133 كلم شمال شرق بغداد ضمن محافظة ديالى في العراق وهو من مشاريع الري للسيطرة على فيضان نهر العظيم، وتأمين كميات المياه اللازمة لري المساحات المزروعة في حوض العظيم، وكذلك يستفاد منه في توليد الطاقة الكهربائية. وتبلغ سعته التخزينية حوالي 1,5 مليار متر مكعب. ومن المؤمل نصب محطة لتوليد الكهرباء بقدرة 27 ميغا واط.

## لحظات تاريخية
- في 17 نيسان 2019 امتلى السد لأول مرة منذ انشائه عام 1999 وعبرت المياه من المسيل المائي للسد بعد وصول الخزن في السد مليار و600 مليون متر مكعب.[2]